# Турский, Каспар-Михаил
Турский (Turski) Каспар Михаил (1847, Тираспольский уезд, Херсонская губерния — 27 июля 1926, Ницца) — деятель русского и польского революционного движения, публицист.

## Биография
Из дворян. До 1867 года учился в Харьковском университете, с 1866 года как «политически неблагонадёжный» (попытка участия в Польском восстании) состоял под надзором полиции, в 1867 году выслан в Архангельскую губернию. Весной 1869 года бежал через Стамбул в Швейцарию, затем во Францию. Сблизился с левым крылом польской эмиграции.
Во время франко-прусской войны 1870—1871 годов — доброволец польского легиона в армии Дж. Гарибальди; участник Парижской Коммуны 1871 года, после её разгрома бежал в Цюрих. В начале 1870-х годов сблизился с С. Г. Нечаевым, был организатором группы «якобинцев русских» (так называемый «славянский кружок»).
В 1875—1881 годах, вместе с П. Н. Ткачевым и другими «якобинцами», издавал и редактировал журнал «Набат», один из организаторов «Общества народного освобождения», сотрудничал в газете французских бланкистов «Ни дьё, ни мэтр» (Ni dieu, ni maitre). В 1888—1889 годах издавал газету «Свобода». В конца 19 века вступил в Польскую социалистическую партию, под конец жизни занимал националистические позиции.